# Лопатін Антон Іванович
Антон Іванович Лопатін (18 січня 1897 — 9 квітня 1965) — радянський полководець, командуючий арміями в Німецько-радянській війні, генерал-лейтенант (1942 рік), Герой Радянського Союзу (19 квітня 1945 року, зірка № 7119), член КПРС із 1919 року.

## Молодість та Громадянська війна
Антон Іванович Лопатін народився у селі Кам'яна (Кам'янка) нині Берестейського району Берестейської області. Росіянин.
На військовій службі в Російській імператорській армії з 1916 року. У роки Першої світової війни бився на Південно-Західному фронті рядовим.
У Червоній Армії з серпня 1918 року учасник громадянської війни. Воював у складі 21-го кавалерійського полку 4-ї кавалерійської дивізії 1-ї Кінної армії: помічник командира ескадрону, потім командир ескадрону. Бився проти військ Денікіна і Врангеля на Південному фронті, у 1920 році брав участь у радянсько-польській війні на Західному фронті. Був декілька разів поранений, нагороджений орденом Червоного Прапора.

## Міжвоєнна служба
Після війни продовжував служити у 21-му кавалерійському полку: командир ескадрону, начальник полкової школи. У 1927 році закінчив Ленінградські кавалерійські курси удосконалення комскладу РККА, у 1929 році — курси з підготовки помічників командирів полків при Ленінградській кавалерійській школі. З 1929 року був помічником командира 21-го кавалерійського полку зі стройової частини, потім помічником командира полку з господарської частини. З грудня 1930 року — начальник військово-господарського постачання 4-ї кавалерійської дивізії. З листопада 1931 року — командир 39-го кавалерійського, а з грудня 1936 — 32-го кавалерійського полків у тій же дивізії.
З липня 1937 року командував 6-ю кавалерійською Кубансько-Терською Чонгарською дивізією імені С. М. Будьонного в Білоруському військовому окрузі. З вересня 1939 викладав тактику на кавалерійських курсах удосконалення командного складу РККА, із липня 1939 служив інспектором кавалерії Забайкальського військового округу. Із червня 1940 — заступник командувача 15-ю армією Далекосхідного фронту (штаб армії містився в Біробіджані), але вже в листопаді того ж 1940-го призначений командиром 31-го стрілецького корпусу. Корпус також дислокувався на Далекому Сході, але наприкінці травня 1941 року був у повному складі перекинутий в Україну та включений до складу Київського Особливого військового округу, штаб корпусу перебував у Коростені на Житомирщині.

## Німецько-радянська війна
У Німецько-радянську війну вступив у званні генерал-майора 30 червня 1941 року, коли після шестиденного пішого маршу прийняв свій перший бій на Південно-Західному фронті. Брав участь у Львівсько-Чернівецькій та Київській стратегічних оборонних операціях. Як і всі частини Червоної Армії, улітку 1941 року корпус у важких оборонних боях зазнав значних втрат, проте А. І. Лопатін як командир корпусу був відзначений командуванням за вміння тримати в руках управління корпусом у найважчій обстановці і за стійкість в обороні. Він був висунутий на підвищення: із 30 жовтня 1941 року — командувач 37-ї армії, що наступала на напрямі головного удару в Ростовській наступальній операції Південного фронту в листопаді-грудні 1941 року. Пізніше брав участь у Барвінково-Лозівській наступальній операції.
З 24 червня по 14 липня 1942 року — командувач 9-ї армії на Південно-Західному і Південному фронтах під час Донбаської оборонної операції; із початку серпня 1942 року — командувач 62-ї армії Сталінградського фронту у Сталінградській битві. Не зумів утримати дальні оборонні рубежі на підступах до Сталінграда і після прориву німецьких військ до Сталінграда 5 вересня 1942 року був знятий із посади, передавши командування армією В. І. Чуйкову.
Однак у резерві залишався недовго і вже 14 жовтня 1942 року призначений командувачем 34-ї армією, а з березня 1943 року командував 11-й армією на Північно-Західному фронті, брав участь у Дем'янській операції в лютому 1943 року і в Староруській операції в березні 1943 року.
З березня до липня 1943 року командував 11-ю армією Північно-Західного фронту, яку на початку квітня вивели в резерв на переформування. 25 вересня 1943 року призначений командувачем 20-ю армією, яка теж була в резерві. Після двомісячного перебування в розпорядженні начальника Головного управління кадрів РККА у січні 1944 року — призначений заступником командувача 43-ї армії 1-го Прибалтійського фронту. Добре діяв у Білоруській наступальній операції, але, пройшовши майже всю службу на самостійній командній роботі, обтяжувався роллю заступника командувача.
У липні 1944 року загинув командир 13-го гвардійського стрілецького корпусу гвардії генерал-майор К. А. Цаликов, і А. І. Лопатін на його особисте прохання був призначений командиром корпусу, хоча це було явним зниженням по службі. На чолі корпусу у складі 1-го Прибалтійського та 3-го Білоруського фронтів брав участь у Прибалтійській та Східно-Прусській операціях, у штурмі Кенігсберга та ліквідації земландського угруповання противника.
Особливо відзначився при штурмі Кенігсберга: очолюваний ним корпус до вечора першого дня штурму, 6 квітня 1945 року, прорвав сильно укріплений рубіж оборони і прорвався на вулиці міста. 9 квітня корпус діяв уже в центрі міста-фортеці. За три доби штурму корпус генерала Лопатіна знищив до 8000 солдатів і офіцерів противника, захопив 6540 полонених, 250 гармат і мінометів. Після завершення штурму без найменшого перепочинку корпус спрямований на очищення від противника південного берега Земландського півострова, де в безперервних боях з 10 по 17 квітня вибив німців із трьох міст, знищив до 9 000 солдатів і офіцерів, захопив 5833 полонених (у тому числі 28-ї піхотної дивізії вермахту полковник Р. Темпельгофф та штаб дивізії). За цю операцію йому було присвоєно звання Героя Радянського Союзу.
На Параді Перемоги у Москві А. І. Лопатін командував зведеним полком 1-го Прибалтійського фронту.

## Післявоєнний час

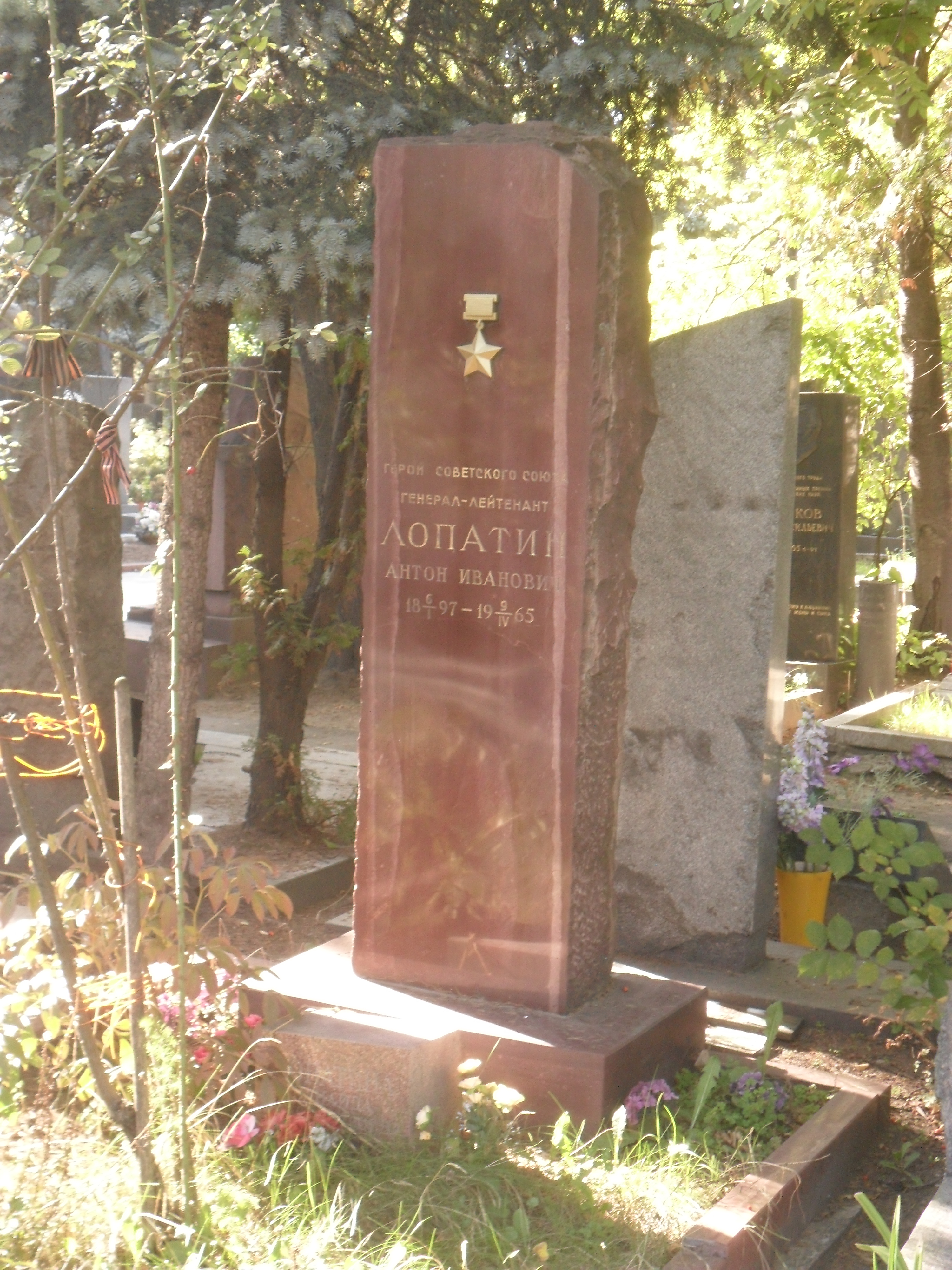
Могила Лопатіна на Новодівочому цвинтарі Москви.

У липні 1945 року А. І. Лопатін був призначений командиром 2-го окремого стрілецького корпусу Забайкальського фронту. Брав участь у радянсько-японській війні, де корпус наступав під час Хінгано-Мукденської операції і за короткий термін форсував річку Аргунь, пройшов майже 200 кілометрів гірсько-тайговою місцевістю, подолав із боями гірський хребет Великий Хінган і дійшов до міста Ціцікар. Тільки у полон було захоплено понад 6000 японських солдатів та офіцерів.
Після війни командував корпусом на Далекому Сході ще 2 роки. Закінчив Вищі академічні курси Вищої військової академії імені К. Є. Ворошилова. Із квітня 1947 року був помічником командувача 7-ї гвардійської армії Закавказького військового округу (штаб армії — у м. Єреван). З вересня 1947 року командував 13-м стрілецьким корпусом того ж округу (штаб корпусу був у м. Кутаїсі). З липня 1949 року — помічник командувача військ Закавказького військового округу. З жовтня 1951 року служив у 10-му управлінні Генерального штабу. З травня 1952 року — командир 9-го гвардійського стрілецького корпусу. У січні 1954 року звільнений у запас.
Помер 9 квітня 1965 року, похований на Новодівочому кладовищі міста Москва.

## Військові звання
- Полковник (29.01.1936)
- Комбриг (17.02.1938)
- Генерал-майор (4.06.1940)
- Генерал-лейтенант (27.03.1942)

## Нагороди
- Медаль «Золота Зірка» Героя Радянського Союзу (19.04.1945)
- Три ордени Леніна (27.03.1942, 21.02.1945, 19.04.1945)
- Три ордена Червоного Прапора (1920[4], 3.11.1944, 20.06.1949)
- Два ордени Кутузова 1-го ступеня (22.07.1944, 8.09.1945)
- Орден Червоної Зірки (22.02.1938)
- Медаль «За оборону Сталінграда»
- Медаль «За взяття Кенігсберга»
- Інші медалі

## У спогадах сучасників
Коммунист с девятнадцатого года, во время гражданской войны Антон Иванович командовал эскадроном в знаменитой 4-й кавалерийской дивизии, явившейся ядром будённовской Конармии. Воевал против деникинцев, врангелевцев, белополяков, был награждён орденом Красного Знамени, трижды ранен. Лопатин долго оставался конником и в мирное время: командовал полком, Чонгарской кавдивизией, служил инспектором кавалерии округа. Словом, это был старый будённовец и человек, несомненно, незаурядный, сильная, волевая натура.— Крылов Н. И. «Сталинградский рубеж».

Это был исключительно волевой, но импульсивный человек, что-то чапаевское проскальзывало в его характере. Как и все люди необыкновенной силы воли, он, принимая решения, порой больше доверялся командирской интуиции, чем расчётам своего штаба. Это его иногда подводило. И всё же я считал Лопатина очень достойным генералом и при первой возможности рассчитывал выдвинуть его на повышение.

Антон Иванович любил самостоятельность, поэтому я не удивился, когда он попросил назначить его на корпус. В июле такая возможность представилась, и Лопатин стал командиром 13-го гвардейского.
— Герой Советского Союза  Маршал Советского Союза  Баграмян И.Х.  Так  шли мы к победе. -  М: Воениздат, 1977.- С.367.